# Miłosz Hebda
Miłosz Hebda (ur. 11 marca 1991 w Nowym Sączu) – polski siatkarz, grający na pozycji przyjmującego.

## Sukcesy klubowe
Turniej Nadziei Olimpijskich:
- 2006

Ogólnopolska Olimpiada Młodzieży:
- 2008
- 2007

Mistrzostwa Polski Juniorów:
- 2009

Klubowe Mistrzostwa Świata:
- 2009

Liga Mistrzów:
- 2010

Liga polska:
- 2010

Puchar Challenge:
- 2012

Superpuchar Polski:
- 2015

Liga słoweńska:
- 2020
- 2021

MEVZA - Liga środkowoeuropejska:
- 2021

Puchar Słowenii:
- 2021

## Sukcesy reprezentacyjne
Turniej Mini-Kadetów EEVZA:
- 2006

Turniej EEVZA:
- 2008

Olimpijski Festiwal Młodzieży Europy:
- 2009

Letnia Uniwersjada:
- 2013

## Nagrody indywidualne
- 2008: Najlepszy atakujący XIV Ogólnopolskiej Olimpiady Młodzieży